# اريك شافر
اريك شافر (بالإنجليزية: Eric Schaeffer)‏ هو كاتب سيناريو وكاتب ومنتج أفلام ومخرج وممثل أمريكي، ولد في 22 يناير 1962 بنيويورك في الولايات المتحدة.

## وصلات خارجية
- اريك شافر على موقع IMDb (الإنجليزية)
- اريك شافر على موقع ألو سيني (الفرنسية)
- اريك شافر على موقع أول موفي (الإنجليزية)
- اريك شافر على موقع قاعدة بيانات الأفلام السويدية (السويدية)
- اريك شافر على موقع إن إن دي بي (الإنجليزية)
- اريك شافر على موقع قاعدة بيانات الفيلم (الإنجليزية)
- اريك شافر على موقع كينوبويسك (الروسية)